# Laird Howard Barber

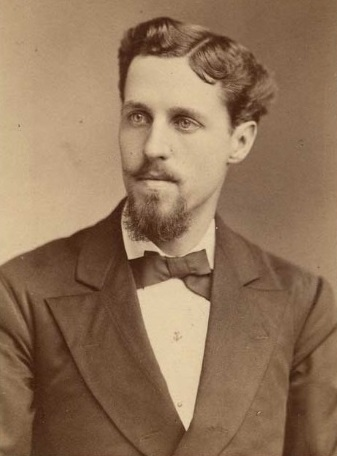
Laird Howard Barber

Laird Howard Barber (* 25. Oktober 1848 bei Mifflinburg, Pennsylvania; † 16. Februar 1928 in Mauch Chunk, Pennsylvania) war ein US-amerikanischer Politiker. Zwischen 1899 und 1901 vertrat er den Bundesstaat Pennsylvania im US-Repräsentantenhaus.

## Werdegang
Laird Barber besuchte die Mifflinburg Academy und danach bis 1871 das Lafayette College in Easton. Zwischen 1875 und 1880 war er als Lehrer tätig. Nach einem Jurastudium und seiner 1881 erfolgten Zulassung als Rechtsanwalt begann er in Mauch Chunk, dem heutigen Ort Jim Thorpe, in diesem Beruf zu arbeiten. Dort wurde er im Jahr 1890 auch Vorsitzender und Rechner des Schulausschusses. Außerdem war er Sekretär des dortigen Gemeinderats. Politisch schloss er sich der Demokratischen Partei an.
Bei den Kongresswahlen des Jahres 1898 wurde Barber im siebten Wahlbezirk von Pennsylvania in das US-Repräsentantenhaus in Washington, D.C. gewählt, wo er am 4. März 1899 die Nachfolge des Republikaners William Sebring Kirkpatrick antrat. Da er im Jahr 1900 auf eine weitere Kandidatur verzichtete, konnte er bis zum 3. Januar 1901 nur eine Legislaturperiode im Kongress absolvieren. Nach seiner Zeit im US-Repräsentantenhaus praktizierte Barber zunächst wieder als Anwalt. Ab 1913 war er Vorsitzender Richter im 56. Gerichtsbezirk seines Staates. Dieses Amt bekleidete er bis zu seinem Tod am 16. Februar 1928.